# Pustynia Simpsona

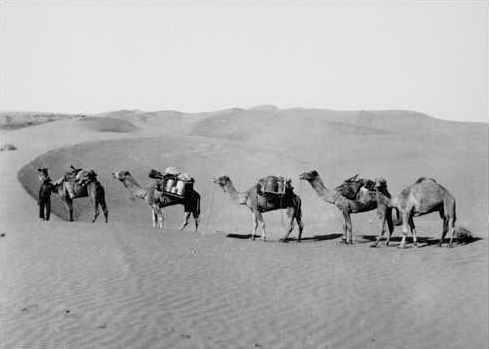
Wielbłądy na Pustyni Simpsona w 1936

Pustynia Simpsona (ang. Simpson Desert) – pustynia w środkowej Australii o całkowitej powierzchni 170,000 km². W północnej części kamienista, środkowej piaszczysta, a południowo-wschodniej żwirowa. 
Opad roczny jest bardzo zmienny i nie do przewidzenia. Tylko nieznacznie przekracza opad na Saharze i wynosi ok. 130 mm. Letnie temperatury mogą przekraczać 50 °C.
Położona w centralnym, najbardziej suchym regionie australijskiego kontynentu nad Wielkim Basenem Artezyjskim, na wschód od geograficznego środka Australii. Południowa krawędź pustyni graniczy z Jeziorem Eyre. Na zachodzie sięga zachodnich, kamienistych płaskowyżów i rzek Finke, Macumba, Sevenson i Todda Rivers. Na północ do Plenty Highway, a od wschodu rzek Diamantina, Georgina, Warburton i Laguny Goyder. 
Przeważająca powierzchnia pustyni mieści się w południowo-wschodniej części Terytorium Północnego, rozciągając się na wschód do Queensland i na południe do Australii Południowej.
Nazywana Aruntą lub Wielką Żebrowaną Pustynią z powodu długich, równolegle ułożonych piaszczystych wydm wysokich na 46 m i długich do 457 m. Charles Sturt przebywał krótko na pustyni w 1845 r.. Cecil Madigan przeszedł pustynię w 1939 r. szlakiem na północ i nazwał pustynię nazwiskiem Allena Simpsona, ówczesnego prezydenta Królewskiego Towarzystwa Geograficznego w Adelaide, który wspierał finansowo Madigana.
W 2008 r. belgijski odkrywca Louis-Philippe Loncke jako pierwszy, całkowicie samodzielnie przeprawił się pieszo przez Pustynię Simpsona. Trasa jego przebiegała od Północy do Południa, przechodząc przez jej geograficzny środek.